# 上芽室信号場

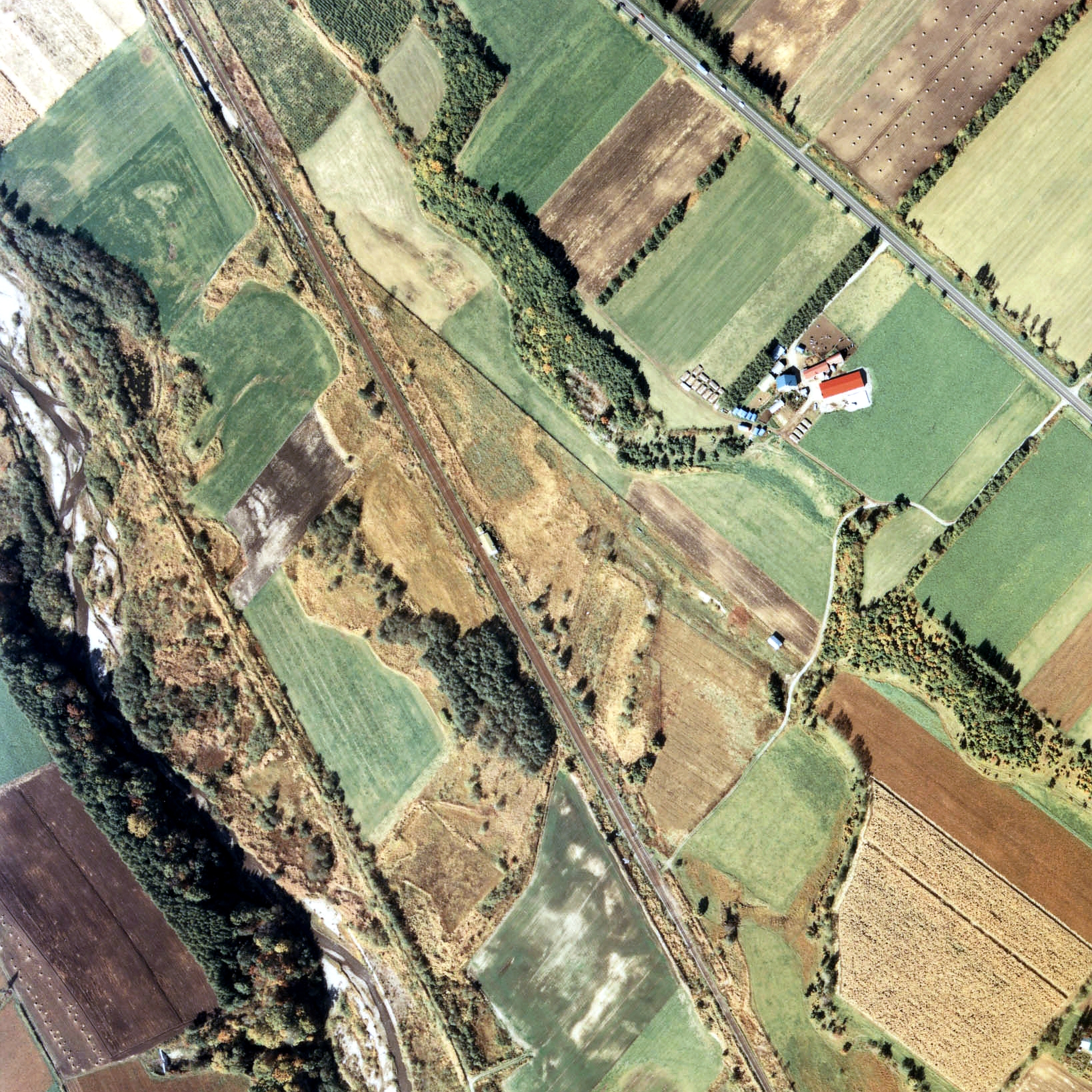
1977年の上芽室信号場と周囲約750m範囲。下が根室方面。

上芽室信号場（かみめむろしんごうじょう）は北海道上川郡清水町御影にある北海道旅客鉄道（JR北海道）根室本線の信号場である。事務管理コードは▲110463。

## 歴史
- 1966年（昭和41年）9月28日：日本国有鉄道の信号場として設置[1][3]。係員配置。
- 1967年（昭和42年）10月1日：御影駅からの遠隔操作となり無人化[3]。
- 1971年（昭和46年）5月1日：根室本線上落合信号場 -  昭栄信号場間CTC化[3]。
- 1987年（昭和62年）4月1日：国鉄分割民営化によりJR北海道に継承[1]。
- 1996年（平成8年）度：石勝線・根室線高速化工事に伴い同年度に分岐器を弾性分岐器に交換[4]。

## 構造
2線を持つ単線行き違い型の信号場。一線スルー化はされておらず、建物側の1番線を下り列車（帯広方面）、2番線を上り列車（新得方面）が通過する。2番線は下り列車も使用できるが原則使用することはない。

## 周辺
- 国道38号

## 隣の駅
北海道旅客鉄道（JR北海道）
■根室本線
御影駅 (K26) - 上芽室信号場 - 芽室駅 (K27)